# Берёзово (Новосибирская область)
Берёзово — село в Маслянинском районе Новосибирской области. Административный центр Берёзовского сельсовета.

## География
Площадь села — 99 гектаров.

## Население
| 2002 | 2007 | 2010 |
| ---- | ---- | ---- |
| 623  | ↘599 | ↘502 |

## Инфраструктура
В селе по данным на 2007 год функционируют 1 учреждение здравоохранения и 1 учреждение образования.

## Известные уроженцы
- Карпунин, Геннадий Фёдорович (1939—1998) — советский и российский писатель и поэт.